# Nitrendipin
Nitrendipin je dihidropiridinski blokator kalcijumskih kanala. On se koristi u lečenju primarne hipertenzije kao stredstvo za snižavanje krvnog pristiska.

## Mehanizam dejstva
Nitrendipin se apsorbuje u stomaku i metaboliše u jetri pre nego što pređe u sistemičku cirkulaciju i dospe do ćelija glatkih mišića i srčanog tkiva. On se efektivnije vezuje za L-tip kalcijumskih kanala glatkih mišića zbog nižeg membranskog potencijala odmaranja.

## Stereokemija
Nitrendipin sadrži stereocentar i sastoji se od dva enantiomera, posebno dva atropizomera. Ovo je racemat, tj. Smjesa od 1: 1 ( R ) i ( S ) - oblik:
| Enantiomeri nimodipina | Enantiomeri nimodipina |
| ---------------------- | ---------------------- |
| CAS-Nummer: 80890-07-9 | CAS-Nummer: 80873-62-7 |

## Spoljašnje veze
|  | Molimo Vas, obratite pažnju na važno upozorenje u vezi sa temama iz oblasti medicine (zdravlja). |